# Francesc Xavier Rabassa i Satorras
Francesc Xavier Rabassa i Satorras (mort a la Selva del Camp, 13 de novembre de 1911) fou un hisendat i polític tarragoní, diputat a Corts espanyoles durant la restauració borbònica.
Propietari agrícola de la Selva del Camp, també n'era caporal del Somatent i cap local del Partit Liberal Fusionista, partit amb el qual fou nomenat president de la Diputació de Tarragona de 1896 a 1898. Posteriorment fou elegit diputat pel districte de Tarragona a les eleccions generals espanyoles de 1901.